# Deering (Alaska)
Deering è una città degli Stati Uniti d'America situata nel Borough di Northwest Arctic dello stato dell'Alaska.

## Geografia fisica

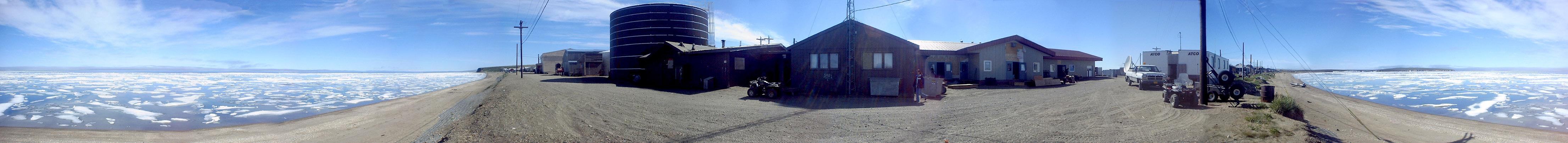
Vista della strada principale di Deering

Deering si trova sulla costa settentrionale della penisola di Seward, presso la foce del fiume Inmachuk. È posta su una striscia di sabbia lunga circa un chilometro e larga poco più di 100 metri, fra il Kotzebue Sound e una retrostante zona semi paludosa formata dal fiume Inmachuk e dal suo affluente Smith Creek che vi si congiunge presso la foce.
Deering dispone di un piccolo aeroporto pubblico, il Deering Airport, (codice IATA "DRG"), posto a circa 3 km a sud-ovest del centro abitato.

## Storia
In epoca storica l'area intorno a Deering era abitata dalla popolazione Inuit dei Malemiut che vi aveva stabilito un insediamento chiamato Inmachukmiut. Nel 1901 venne fondato l'attuale villaggio che fungeva da posto di rifornimento per i minatori che cercavano l'oro nella valle del fiume Inmachuk.
Il nome deriva probabilmente da quello di uno schooner di nome Abbie M. Deering che veleggiava nella zona intorno al 1900.
La città è stata definita come area incorporata nel 1970. La popolazione del villaggio è costituita principalmente da Inupiat